# Żar (Pieniny)

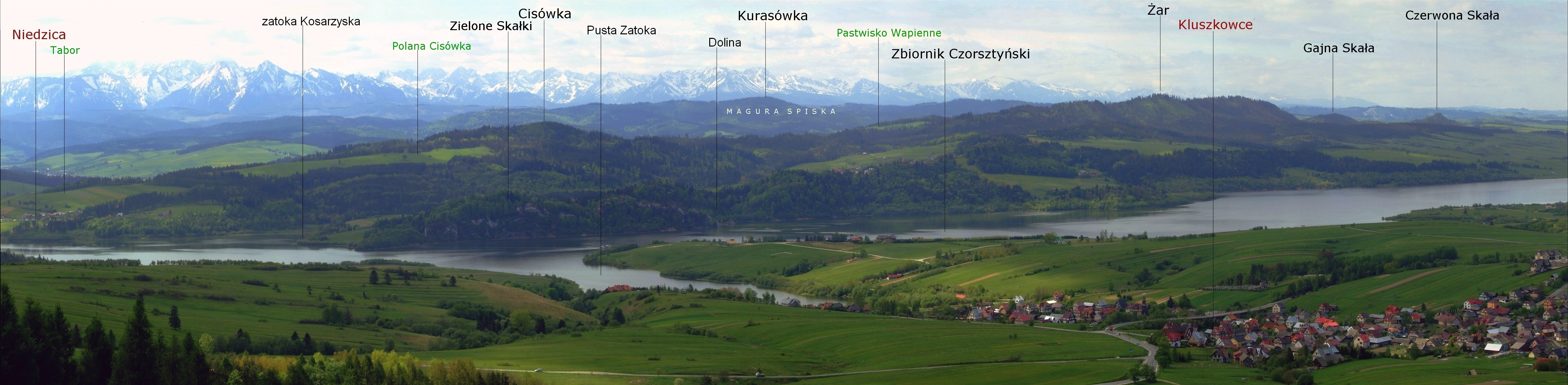
Pieniny Spiskie

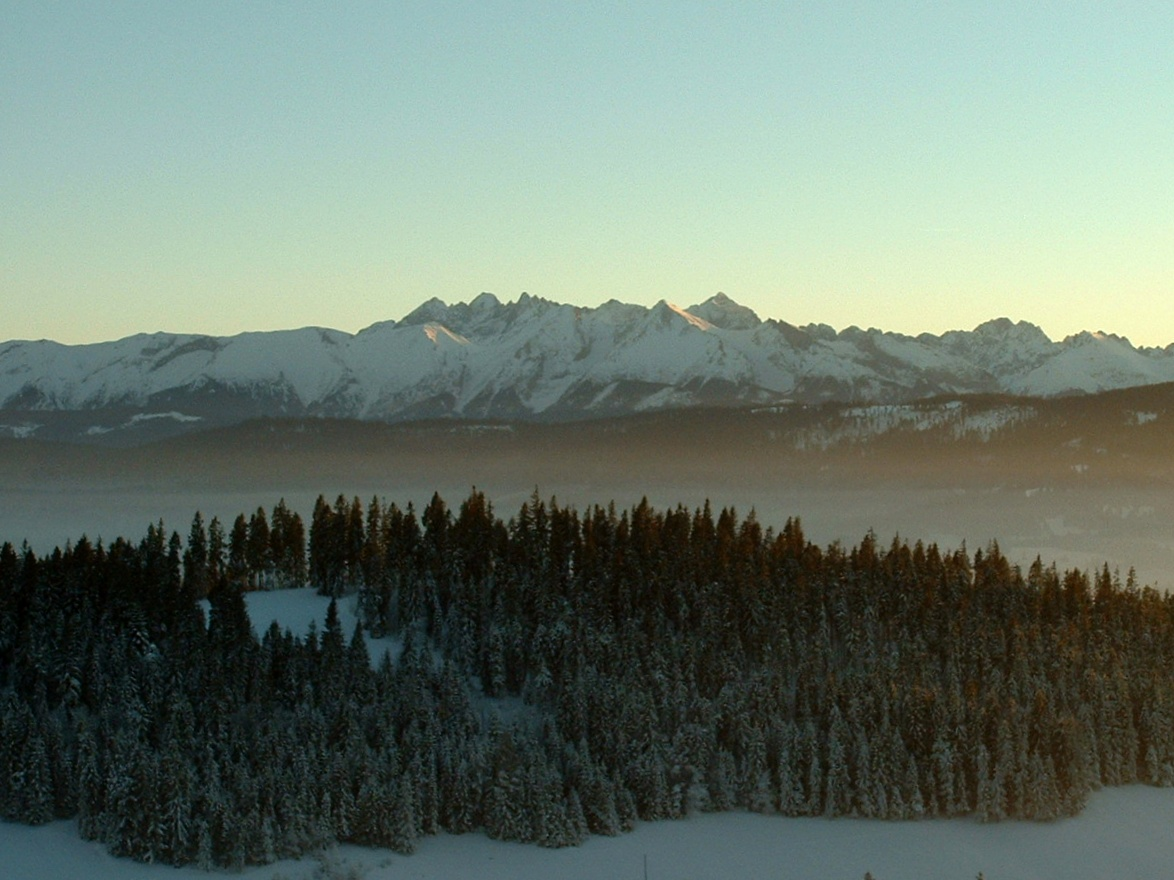
Widok z Żaru na Tatry

Żar (883 m) – najwyższy szczyt Pienin Spiskich. Funkcjonuje również druga nazwa Branisko, jednak jest to błąd austriackich kartografów, którzy nazwę położonej na północ od grzbietu doliny potoku Baniska zniekształcili i przenieśli na szczyt. Właściwa nazwa wiąże się prawdopodobnie z wypalaniem lasów lub tzw. żarzeniem porannym będącym dawną metodą sygnalizacji.
Żar znajduje się w środkowej części Pienin Spiskich, w głównym grzbiecie, który stanowi tu wąską, równoleżnikowo przebiegającą grań zbudowaną z wapieni rogowcowych, opadającą stromymi stokami do sąsiednich dolin. Grań ta na zachodzie urywa się stromym, częściowo skalistym stokiem stanowiącym prawe, wschodnie zbocze przełomu potoku Browarczyska (Przecznie, Przeczny, Sprzycnie) o nazwie Piekiełko, natomiast na wschodzie poprzez kulminację Krempaszankowej (843 m) opada na przełęcz Przesła (675 m). Północny stok opada do doliny Baniska, w części zachodniej – w dolinę Browarczysk. Zbocza południowe, z wyjątkiem należącej do zlewni Browarczysk części zachodniej, odwadniają dopływy Łapszanki.
Pomimo znacznych stromizn na stokach, sam grzbiet wzdłuż osi jest łagodny. Oprócz głównego wierzchołka mapy zaznaczają też obecność drugiej kulminacji o identycznej wysokości, położonej ok. 800 m na zachód. W rejonie szczytu Żaru odbiegają trzy boczne grzbiety. Nieco na wschód od głównego szczytu odgałęzia się w kierunku południowym krótkie ramię kulminujące w Hombarku (825 m). Na zachód od szczytu jest kolejny zwornik wysyłający ku północy grzbiet Czarnej Góry (710 m), następnie łagodnie opadający do doliny Przykopy. Niewiele dalej na zachód odbiega na południe dość długi grzbiet, na Czarnej Górze (803 m) skręcający na zachód i osiągający szczyt Wierchu Dursztynek (781 m), gdzie styka się z grzbietem Grandeusa (795 m).
Grzbietem Żaru przebiega granica między wsiami Łapsze Niżne (stoki południowe) i Frydman (stoki północne) – obydwie miejscowości w województwie małopolskim, w powiecie nowotarskim. W górnych partiach Żar jest porośnięty lasem; większe obszary bezleśne znajdują się na bocznych grzbietach biegnących na południe, poza tym na północnych stokach występują polany śródleśne. Na grzbiecie występują skałki wapienne, między innymi położona w pobliżu zwornika grzbietu Czarnej Góry (710 m) Baszta (ok. 860 m).
W południowych zboczach Żaru znajdują się dwie jaskinie: Krzywa Dziura i Prosta Dziura.
Sam szczyt, gdzie znajduje się pozostałość wieży pomiarowej, jest porośnięty krzakami i otoczony lasem, przez co widoki są bardzo ograniczone. Można jednak wejść na Basztę, skąd rozciąga się widok na północ – Frydman, Dębno, Jezioro Czorsztyńskie oraz Gorce. Przez szczyt, a także obok Baszty przebiega czerwony szlak pieszy Dursztyn – Niedzica, możliwe jest także osiągnięcie szczytu nieznakowanymi ścieżkami m.in. z Łapsz Niżnych przez Hombark (1:45 h) lub z Frydmanu (1:40 h).

## Szlak turystyki pieszej
Łapsze Wyżne – Dursztyn – Żar – Niedzica. Czasy przejścia:
- z Łapsz Wyżnych 2:15 h (↓ 1:45 h), z Dursztyna 1:15 h (↓ 1 h)
- z Niedzicy 2:30 h (↓ 2 h)